# Huangcun (sockenhuvudort i Kina, Zhejiang Sheng, lat 28,51, long 120,05)
Huangcun (kinesiska: 黄村, 黄村乡) är en sockenhuvudort i Kina. Den ligger i provinsen Zhejiang, i den östra delen av landet, omkring 190 kilometer söder om provinshuvudstaden Hangzhou. Antalet invånare är 5 342. Befolkningen består av 2 457 kvinnor och 2 885 män. Barn under 15 år utgör 14,0 %, vuxna 15-64 år 62 %, och äldre över 65 år 23,0 %.
Runt Huangcun är det ganska tätbefolkat, med 134 invånare per kvadratkilometer. Närmaste större samhälle är Lishui, 14,6 km väster om Huangcun. I omgivningarna runt Huangcun växer i huvudsak blandskog.
Genomsnittlig årsnederbörd är 2 331 millimeter. Den regnigaste månaden är juni, med i genomsnitt 383 mm nederbörd, och den torraste är januari, med 67 mm nederbörd.